# Мынцзы (Хунхэ)
Мэнцзы́ (кит. упр. 蒙自, пиньинь Méngzì) — городской уезд Хунхэ-Хани-Ийского автономного округа провинции Юньнань (КНР).

## История
После завоевания Дали монголами и вхождения этих мест в состав империи Юань в 1276 году был создан уезд Мэнцзы (蒙自县).
После вхождения провинции Юньнань в состав КНР в 1950 году был образован Специальный район Мэнцзы (蒙自专区), и уезд вошёл в его состав, став местом пребывания его властей. В 1957 году Специальный район Мэнцзы и Хунхэ-Ханийский автономный район были объединены в Хунхэ-Хани-Ийский автономный округ; власти автономного округа также разместились в уезде Мэнцзы.
В 1958 году в состав автономного округа был включён городской уезд Гэцзю, и в июле туда переехали власти автономного округа, а в октябре и сам уезд Мэнцзы был присоединён к городскому уезду Гэцзю. В сентябре 1960 года уезд Мэнцзы был воссоздан в прежних границах под юрисдикцией городского уезда Гэцзю. В феврале 1961 года уезд Мэнцзы был передан из-под юрисдикции городского уезда Гэцзю в состав Хунхэ-Хани-Ийского автономного округа.
В 2003 году власти автономного округа вернулись из Гэцзю в Мэнцзы.
Постановлением Госсовета КНР от 10 сентября 2010 года уезд Мэнцзы был преобразован в городской уезд.

## Административное деление
Городской уезд делится на 7 посёлков, 2 волости и 2 национальные волости.